# 云南碧蝉
云南碧蝉（学名：Hea yunnanensis），一种分布于中国云南省西双版纳州及老挝、越南等地的昆虫，隶属于蝉科碧蝉属。模式产地为中国西双版纳州勐海县勐阿镇勐康村。
本种在2023年被收录入《有重要生态、科学、社会价值的陆生野生动物名录》。